# Julian Nott
Julian Nott (Londres, Inglaterra, 23 de Agosto de 1960) é um compositor de trilhas sonoras para filmes britânico. Ele é mais conhecido por seu trabalho nos filmes de Wallace & Gromit.
Ele é o filho de John Nott, o ministro britânico da Defesa durante a Guerra das Malvinas.
Nott estudou música e Política e Economia na Universidade de Oxford. Em seguida, ele participou da British National Film and Television School. Lá ele conheceu o criador da série Wallace e Gromit, Nick Park.
Em 2006 ele ganhou um Annie Award por seu trabalho em Curse of the Were-Rabbit.
Nott também dirigiu e escreveu um filme de sua autoria, uma comédia de 2001, intitulado Weak at Denise.